# 淡水生態系統

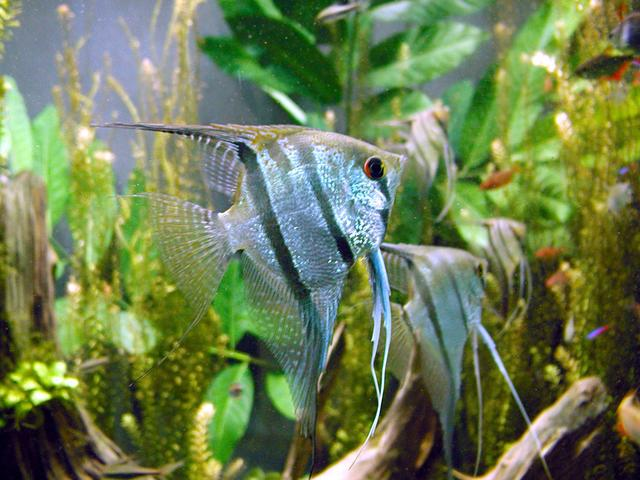
淡水神仙鱼。

淡水水域通常屬於內陸水域，包括了流動和靜止兩種類型的水域。河川、溪流皆屬流動水域，湖泊、池塘和內陸濕地則屬於靜止水域。不同類型的水域，分別涵養了不同的物種。
溪流
(1)上游：含氧量高、流速快、污染較低。
(2)下游：含氧量較上游低、流速慢。